# Разоблачение в Майами
«Разоблачение в Майами» (англ. Miami Exposé) – фильм нуар режиссёра Фреда Ф. Сирса, который вышел на экраны в 1956 году.
Фильм рассказывает о расследовании детективом полиции Майами Бартом Скоттом (Ли Джей Кобб) убийств своего шефа и гангстера средней руки, тела которых обнаружены в одной из гостиниц города. Вдове убитого гангстера Лайле Ходжес (Патрисия Медина), которая стала свидетельницей преступления, удалось сбежать, после чего  она скрывается в Гаване у босса своего мужа и своего любовника. Тем временем конкурирующий мафиози Рэймонд Шеридан (Алан Напье), по приказу которого были совершены убийства, обещает заплатить коррумпированному лоббисту Оливеру Таббсу (Эдвард Арнольд) миллион долларов за то, чтобы тот обеспечил поддержку влиятельных персон штата его плану легализации азартных игр во Флориде. Скотт находит Лайлу в Гаване и привозит её обратно во Флориду, чтобы использовать её как наживку для поимки убийц и разоблачения преступного плана Шеридана. В кульминации картины на болотах штата Скотт ликвидирует бандитов Шеридана в то время, как Таббс убивает Шеридана.
Критика неоднозначно оценила фильм, обратив внимание на скудный бюджет и вторичность истории, но при этом положительно оценив высокий темп и напряжённость повествование, а также актёрскую игру исполнителей главных ролей.
Это был последний фильм известного актёра Эдварда Арнольда, который умер от инсульта во время производства картины.

## Сюжет
Солнечным воскресным днём в Майами, Флорида, криминальный адвокат Рэймонд Шеридан (Алан Напье) предлагает влиятельному лоббисту Оливеру Таббсу (Эдвард Арнольд) миллион долларов за то, чтобы тот развернул кампанию по легализации азартных игр в штате. В задачу Таббса входит склонить группу влиятельных бизнесменов и общественных деятелей к поддержке плана Шеридана, который намеревается стать главой комиссии, управляющей системой азартных игр во Флориде.
Тем временем в Полицейском управлении Майами лейтенант Барт Скотт (Ли Джей Кобб) говорит своему начальнику и лучшему другу капитану Гарри Элкинсу, что через два года собирается выйти в отставку. Затем Барт направляется домой на ужин со своей невестой Энн Истон (Элинор Тэнин) и её пятилетним сыном Стиви. Энн, муж которой, офицер полиции, был убит на службе, отказалась выходить замуж за Барта до тех пор, пока тот не уволится со службы. Пока Барт и Энн готовятся к ужину, капитан Элкинс в своём офисе получает информацию от случайного свидетеля, который видел через окно, как в гостинице «Кромвель» кого-то зарезали. Элкинс немедленно выезжает на место преступления. Некоторое время спустя Барту сообщают, что в гостинице «Кромвель» обнаружены трупы Элкинса и неизвестного человека, которого вскоре идентифицируют как гангстера средней руки Джои Ходжеса. Со слов свидетелей становится также известно, что сразу после убийства из номера выбежала женщина. Тем временем киллер Морри Пелл (Крис Элкейд), который совершил убийства, докладывает своему боссу Шеридану, что Лайла Ходжес (Патрисия Медина), жена убитого Джои, была свидетельницей убийств, после чего Шеридан приказывает Пеллу убить и её.
Зная, что Джои Ходжес работает на гангстера Луиса Эскота (Майкл Грейнджер), который заправляет азартными играми в Гаване, Барт заключает, что замеченной убегающей женщиной, вероятно, была жена Джои Лайла, и догадывается, что она наверняка попытается скрыться у Луиса на Кубе. По прибытии в Гавану Барт едет на виллу Луиса, заявляя тому, что собирается увезти Лайлу обратно в Майами как важную свидетельницу. Из страха быть убитой Лайла отказывается ехать в Майами и надеется отсидеться под крылом у Луиса, который является её любовником. Однако уже вскоре, когда Лайла загорает у бассейна на вилле Луиса, Пелл стреляет в неё, однако промахивается. Это убеждает Луиса и Лайлу, что ей будет безопаснее находиться в Майами под защитой полиции. Между тем, ни Луис, ни Лайла не хотят говорить Барту, с какой целью Джои был направлен в Майами. Чтобы припугнуть Лайлу, Барт сажает её в свой кабриолет и катает по городу, затем селится с ней в гостиницу, после чего всю ночь гуляет по клубам ночной Гаваны. В конце концов, её замечает Пелл и его подручные, которые снова пытаются её застрелить на автостоянке перед клубом. Покушение снова проходит неудачно, однако серьёзно пугает как Лайлу, так и Луиса, которым Барт, прикрывшись помощью местной полиции, заявляет, что будет гулять с Лайлой по Гаване в таком же стиле до тех пор, пока Луис не расскажет ему о цели поездки Джои в Майами. В конце концов Луис сознаётся, что Джои был направлен, чтобы воспрепятствовать планам легализации азартных игр во Флориде, так как это нанесло бы серьёзный урон бизнесу Луиса в Гаване. Луис заявляет Барту, что за убийствами стоит Шеридан, который нанял Таббса для продвижения своих интересов во Флориде.
Барт улетает с Лайлой обратно в Майами, но при выходе из самолёта ей становится плохо, и прямо из аэропорта её увозят в больницу. Хотя врачи спасают ей жизнь, однако они утверждают, что это несомненно была попытка отравления. Чтобы усыпить бдительность Шеридана и на время вывести из-под удара Лайлу, Барт убеждает своё начальство дать в газетах сообщение, что Лайла умерла. Между тем Барт прячет её в уединённой хижине на болотах Эверглейдс вместе с Энн, Стиви и офицером полиции Тимом Гроганом (Гарри Лотер). Тем временем Таббс, используя свои связи и взятки, склоняет практически всех людей из списка Шеридана к поддержке идеи легализации азартных игр. Остаются лишь трое несогласных, на каждого из которых у Шеридана есть досье с компрометирующими материалами. С помощью этих досье Таббс в итоге удаётся убедить ещё двоих человек поддержать планы Шеридана. Однако влиятельный строительный подрядчик Гарри Тремон (Лорен Гилберт), поддержка которого чрезвычайно важна, не поддаётся на шантаж и выступает против планов Шеридана. Вскоре после окончательного разговора с Таббсом, Шеридан посылает своего киллера, который убивает Тремона на парковке прямо около его дома. 
Луис, который влюблён в Лайлу, прочитав в газетах о её убийстве, немедленно прилетает в Майами со своими подручными. Сначала он жестоко избивает Барта за то, что тот не сдержал своё слово и допустил гибель Лайлы. Однако, когда Барт говорит, что Лайла жива и находится в безопасном месте, Луис по своим каналам вычисляет, где она находится. Вскоре он приезжает в убежище, чтобы удостовериться, что с Лайлой всё в порядке. Понимая, что люди Шеридана могли выследить Луиса, Барт разрабатывает план разоблачения Шеридана. Он вызывает на допрос Таббса, так как тот был последним, с кем встречался Тремон. В ходе допроса Барт незаметно включает внутреннюю связь, а затем выходит в кабинет своего шефа, якобы, для срочного разговора. Специально, чтобы это услышал Таббс, в кабинете шефа Барт говорит ему, что Лайла жива и с её помощью можно привязать к убийствам Таббса к Шеридана. После этого Барт отпускает Таббса, который немедленно докладывает Шеридану о том, что услышал по внутренней связи. Шеридан приказывает Таббсу немедленно уехать из страны, после чего вызывает Пелла, которому приказывает найти и убить Лайлу. Люди Пелла видели, как Луис совершил странную поездку на лодке на болота Эвреглейдс, из чего Пелл делает вывод, что Луис ездил туда на тайную встречу с Лайлой. Пелл находит хозяина лодки, который отвозил Луиса и приказывает везти его и его людей в то же место. Пелл однако не знает, что Барт уже договорился с хозяином лодки о  сотрудничестве и установил на ней подслушивающее оборудование, которое фиксирует все разговоры бандитов между собой. Согласно договорённости капитан лодки звонит Барту, предупреждая  его об отплытии. Барт однако ещё не успел подготовиться к встрече с бандитами, и он просит капитана плыть как можно медленнее. Одновременно он звонит Грогану на болота, предупреждая того о приближении бандитов. Гроган выздаёт Энн и Лайле оружие и объясняет им, как нужно занять позиции для стрельбы и как вести огонь. У Лайлы от страха начинается истерика, однако маленький Стиви своим спокойствием и рассудительностью приводит её в чувства. Когда капитан намеренно замедляет ход, чтобы полицейский катер догнал их, Пелл, угрожая ему оружием, приказывает прибавить скорость. Бандиты первыми причаливают к берегу, и тогда Гроган, Лайла  и Энн встречают их мощным огнём, используя дом как укрытие. Им удаётся сдержать бандитов до тех пор, пока не появляется Барт с группой полицейских. Автоматным огнём Барт быстро подавляет бандитов, убивая нескольких из них и арестовывая Пелла и оставшихся в живых его подручных. Барт обнимает Энн и Стиви, а Лайла нежно берёт за руку Грогана. Получив достаточные доказательства преступной деятельности Шеридана, полиция прибывает к нему на виллу, где видит, что он застрелен, а оцепеневший Таббс сидит с пистолетом в кресле напротив него. Полиция арестовывает и уводит Таббса.

## В ролях
- Ли Джей Кобб – лейтенант Бартон «Барт» Скотт
- Патрисия Медина – Лайла Ходжес
- Эдвард Арнольд – Оливер Таббс
- Алан Напье – Рэймонд Шеридан
- Майкл Грэйнджер – Луис Эскот
- Элинор Тэнин – Энн Истон
- Гарри Лотер – детектив Тим Гроган
- Крис Элкейд – Морри Пелл
- Хью Сэндерс – шеф Чарльз Лэндон
- Барри Л. Коннорс – Стиви Истон

## Создатели фильма и исполнители главных ролей
Как написал историк кино Дэвид Калат, продюсер Сэм Катцман «стал воплощением философии эксплуатационных фильмов середины XX века - «делай быстро, делай дёшево и делай снова». Его современники и коллеги, такие как Роджер Корман и Уильям Касл, стали героями поп-культуры, которых превозносили как пионеров американского независимого кино, однако Катцману не удалось создать из своего имени бренд, и потому он не получил таких восхвалений». Но он был «прибыльной машиной для студии Columbia Pictures». Он был в курсе культурных настроений и тенденций, работая во всех жанрах, будь то хоррор, экшн или комедия. Как отмечает Калат, «если имелась легко идентифицируемая целевая аудитория, он был там». Как далее пишет критик, в начале 1956 года Катцман был вынужден отказаться от одной из своих самых хлебных производственных линий - еженедельных киносериалов с продолжением. Выделенные на них деньги были «вложены в его фильмы, что позволило немного увеличить бюджеты этих картин». «Разоблачение в Майами» был первым фильмом, который Катцман курировал в соответствии с новой организацией бюджета.
Фред Ф. Сирс был одним из самых надёжных режиссёров Катцмана, поставив для него 27 фильмов, включая «Чикагский синдикат» (1955), «Земля против летающих тарелок» (1956), «Оборотень» (1956), «Рок круглые сутки» (1956) и «Гигантский коготь» (1957).
По словам историка кино Брюса Эдера, «сегодня однако наиболее интересным аспектом фильма является его кастинг». Актёр Ли Джей Кобб дважды номинировался на «Оскары» за роли второго плана в фильмах «В порту» (1954) и «Братья Карамазовы» (1959). Он также сыграл в таких памятных фильмах, как «Бумеранг!» (1947), «Звонить Нортсайд 777» (1948), «Воровское шоссе» (1949), «12 разгневанных мужчин» (1957) и «Человек с Запада» (1958) . Однако в начале 1950-х годов в период голливудской охоты на ведьм Кобб оказался в «сером списке», и потому «просто  не мог получить уровень ролей и фильмов, которые соответствуют его способностям и имени, по причине его якобы неоднозначного политического прошлого.
Как продолжает Эдер, «Алан Напье пребывал в сходной ситуации, когда его нанимали только такие продюсеры, как Джон Хаусман, которые изо всех сил старались заполучить его», или его брали в сравнительно малобюджетные фильмы, продюсеры которых готовы «были не обращать на внимание на его репутацию, чтобы по выгодной цене воспользоваться его талантом». За свою картину Напье сыграл роли второго плана в таких памятных фильмах, как «Люди-кошки» (1942), «Незваные» (1944), «Хэнговер-сквер» (1945), «Макбет» (1948), «Джонни Белинда» (1948), «Крест-накрест» (1949) и «Юлий Цезарь» (1953), однако более всего он известен зрителям по роли дворецкого Пенниворта в телесериале «Бэтмен» (1966-1968) .
Третьим крупным актёром в фильме стал Эдвард Арнольд, который известен по таким картинам, как «Лёгкая жизнь» (1937), «С собой не унесешь» (1938), «Мистер Смит едет в Вашингтон» (1939), «Знакомьтесь, Джон Доу» (1941) и «Дьявол и Дэниэл Уэбстер» (1941). Он также сыграл в фильмах нуар «Джонни Аполлон» (1940), «Джонни Игер» (1941), «Город, который никогда не спит» (1953) и некоторых других . Для Арнольда этот фильм стал последним. Актёр умер от инсульта 26 апреля 1956 года, ещё до завершения производства фильма.

## Особенности картины как разоблачительного фильма 1950-х годов
Как отмечает историк кино Дэвид Калат, в середине XX века сенатор от штата Теннесси Эстес Кефовер развернул открытую борьбу против корпоративной коррупции, монополий и организованной преступности. В рамках своей деятельности Кефовер организовал слушания в Конгрессе США, которые по его указанию стали транслироваться по радио и телевидению на всю страну. По словам Калата, эти слушания «стали событиями поп-культуры, которые познакомили большинство американцев с самой идеей мафии». На этой волне «низкобюджетные кинопроизводители помчались превращать сухой судебный зал Кефовера в восхитительное криминальное зрелище».
Как продолжает Калат, названия подобным фильмам давались по шаблону – «Секреты + название города» или «Разоблачение в + название города». По мнению киноведа, «фильмы, выходившие под такими названиями, были столь же стандартными. Ушли в прошлое богатые контрастные световые эффекты и готический дизайн, которые характеризовали фильмы нуар прошлого десятилетия». Эти новые разоблачительные картины «должны были выглядеть как документальные фильмы, и некоторая небрежность в производстве только добавила им правдоподобия». Непременной составной частью таких разоблачительных мелодрам был документальный рассказ о городе в начале картины, который должен был придать фильму образовательный или официальный характер, а также пролог с участием высокопоставленного официального лица, который представляет последующую мелодраму.
По замечанию историка кино Денниса Шварца, в данном случае продюсер Сэм Катцман и режиссёр Фред Сирс «использовали внимание, которое привлекли слушания сенатского комитета Кефовера о влиянии организованной преступности на правительство». Они также взяли соответствующее название, поставили в начале картины краткий документальный рассказ о штате Флорида и вступительное слово губернатора штата .

## История создания фильма
Рабочими названиями этого фильма были «Столкновение в заливе Бискейн» (англ.  Shakedown on Biscayne Bay), «Столкновение на Бискейн-драйв» (англ.  Shakedown on Biscayne Drive) и «Залив Бискейн» (англ.  Biscayne Bay ). 
Критик Хэл Эриксон пишет, что, как и в большинстве фильмов Сэма Катцмана конца 1950-х годов, его авторы утверждают, что он взят «из сегодняшних газетных заголовков».
Фильм сделан в полудокументальном стиле и сопровождается комментарием закадрового рассказчика. В начале фильма закадровый рассказчик объясняет, что «это ошеломляющее разоблачение, основанное на фактах, касающихся порочной попытки организованной преступности захватить весь штат Флорида. Но если бы не бдительная и мужественная работа правоохранительных органов Флориды и добросовестность государственных администраций, угроза, возможно, была бы осуществлена».
Согласно информации в газете «Лос-Анджелес Таймс» от февраля 1956 года, первоначально на главную роль в фильме планировался Деннис О’Киф.
Фильм находился в производстве с середины марта до 9 апреля 1956 года. По информации Американского института киноискусства, фильм был произведён на малом бюджете.
Variety и другие источники сообщают, что съёмка отдельных эпизодов картины проводилась на натуре в Гаване, Куба, в Майами, Флорида, и на флоридских болотах Эверглейдс.
Предварительный показ фильма состоялся в июле 1956 года, после чего руководство студии Columbia Pictures решило придержать его выход в широкий прокат до сентября 1956 года, чтобы студия могла бы организовать рекламную кампанию и выпустить его как один из своих крупных фильмов.

## Оценка фильма критикой

### Общая оценка фильма
По мнению историка кино Дэвида Калата, «тень триллера Фритца Ланга «Большая жара» (1953) тяжело нависает над этим фильмом категории В. Несмотря на пропитанные солнцем картины Флориды, совершенно очевидно, что сценарист Роберт Е. Кент (работающий под своим обычным псевдонимом Джеймс Б. Гордон) и режиссёр Фред Сирс крепко держали картину Ланга в уме». Как пишет критик, «продолжительностью всего 74 минуты, это скудный и нескладный, непретенциозный фильм категории В, тем не менее обеспечивает обещанные острые ощущения и идёт дальше… Циничные зрители, насмотревшиеся современных криминальных триллеров, могут счесть историю клишированной, но именно такие фильмы первыми проложили столь знакомые ныне тропы». 
Историк кино Брюс Эдер отмечает, что режиссер Фред Сирс ставит этот криминальный триллер «в быстром темпе, с большим количеством крутых действий, кульминацией которых является красиво поставленная перестрелка, в которой в кои-то веки появляются копы, вооруженные так же хорошо, как и бандиты». Как указывает критик, поклонники телесериалов «C.S.I.: Место преступления Майами» (2002-2012) и «Полиция Майами» (1984-1990) будут «либо смеяться, либо смотреть с восхищением на этого дедушку тех сериалов, снятого на натуре в восхитительной чёрно-белой гамме».
Как и другие критики, Деннис Шварц пишет, что «Сирс ставит эту дешёвую чёрно-белую криминальную драму продюсера Сэма Катцмана, известного созданием фильмов прямо из заголовков газет». По словам критика, этот фильм категории В сделан под влиянием великолепного фильма Фритца Ланга «Большая жара» (1953), но оказывается лишь второразрядным подражанием тому великолепному фильму нуар. В заключение Шварц констатирует, что всё это «не очень весело, так как всё в этом фильме неживое и надуманное».
Майкл Кини отмечает, что это «стандартная криминальная история, которая открывается с лукавого напоминания губернатора Флориды зрителям о том, что события, которые они увидят, «могут произойти и в вашем штате»».

### Оценка актёрской игры
По мнению Майкла Кини, «Кобб даёт хорошую игру, воспользовавшись ещё одной возможностью предстать в образе романтического главного героя» аналогичного своему персонажу в фильме «Человек, который обманул себя» (1950) . Сравнивая игру Кобба с игрой Гленна Форда в фильме «Большая жара» (1953), Дэвид Калат отмечает, что Кобб как герой-коп «более убедителен, хотя в коммерческом плане и проигрывает Форду».
Как далее пишет Калат, «Алан Напье играет вежливого злодея Рэймонда Шерилана, в одной из сцен демонстрируя поразительно крепкое телосложение, хотя в то время ему было 53 года. Он был загруженным и высоко ценимым характерным актёром, и ему оставалось ещё десять лет до того момента, как он войдёт в поп-культурное бессмертие в качестве дворецкого в телесериале „Бэтмен“ (1966—1968)». Что же касается Эдварда Арнольда, то «роль марионетки Шеридана, лоббиста Оливера Таббса, стала последней для этого некогда популярного актёра звёздного уровня и бывшего президента Гильдии киноактеров».